# Vladimir Pravditch-Neminski
Vladimir Vladimirovitch Pravditch-Neminski (en russe : Владимир Владимирович Правдич-Неминский ; 2 juillet 1879 – 1952), physiologiste ukrainien, fut le premier à publier des recherches sur l'électroencéphalogramme et les potentiels évoqués du cerveau de mammifère. Il est un représentant des écoles de physiologie de Kazan et de Kiev.

## Publications
- Pravdich-Neminsky VV. Ein Versuch der Registrierung der elektrischen Gehirnerscheinungen. Zbl Physiol 27: 951–960, 1913.
- Pravdich-Neminsky. Sur la connaissance du rythme d'innervation. Journ. de méd. d'Ekaterinoslaw Nr. 13-14. 1923.
- Práwdicz-Neminski WW. Zur Kenntnis der elektrischen und der Innervationsvorgänge in den funktionellen Elementen und Geweben des tierischen Organismus. Elektrocerebrogramm der Säugetiere. Pflug Arch ges Physiol, 209, 362-382. 1925 DOI 10.1007/BF01730925
- Práwdicz-Neminski WW. Zur Kenntnis der elektrischen und der Innervationsvorgänge in den funktionellen Elementen und Geweben des tierischen Organismus. Pflug Arch ges Physiol 207, 1, 671-690. 1925 DOI 10.1007/BF01740394
- Práwdicz-Neminski WW. Anschauliche Methode der fraktionierten Blutgerinnungsbestimmung. 1927 DOI 10.1007/BF02622816
- Práwdicz-Neminski WW. Zur Kenntnis der elektrischen und der Innervationsvorgänge in den funktionellen Elementen und Geweben des tierischen Organismus. Pflug Arch ges Physiol, 209, 1, 362-382. 1925 DOI 10.1007/BF01722884
- (en) V. V. Pravdich-Neminsky, « Tonoelectrocerebrogram », Doklady Akademii Nauk SSSR, vol. 79, no 6,‎ 1951, p. 1061–1064 (PMID 14860077)
- (en) V. V. Pravdich-Neminsky, « Structural modifications in the nerve during exposure to direct current », Doklady Akademii Nauk SSSR, vol. 78, no 3,‎ 1951, p. 397–399 (PMID 14840314)
- Электроцеребрография, электромиография и значение ионов аммония в жизненных процессах организма. 1958